# Gorazd Štangelj
Gorazd Štangelj (født 27. januar 1973) er en slovensk tidligere professionel landevejsrytter.